# Исламов, Уктам Шукуруллаевич
Уктам Шукуруллаевич Исламов (16 октября 1981 года, Навоийская область, Узбекская ССР) — узбекский экономист и политический деятель, депутат Законодательной палаты Олий Мажлиса Республики Узбекистан IV созыва. Член Демократической партии Узбекистана «Миллий Тикланиш».

## Биография
В 2005 году Уктам Исламов окончил Ташкентский государственный экономический университет, а в 2011 году Университет Чжуншань имени Сунь Ятсена (КНР). В 2020 году избран в Законодательную палату Олий Мажлиса Республики Узбекистан IV созыва, а также назначен на должность члена Комитета по международным делам и межпарламентским связям Законодательной палаты Олий Мажлиса Республики Узбекистан.